# بوبر سینه‌زیتونی
بوبر سینه‌زیتونی (نام علمی: Arizelocichla kikuyuensis) نام یک گونه از سرده بوبرهای آفریقایی است.